# 浅間神社

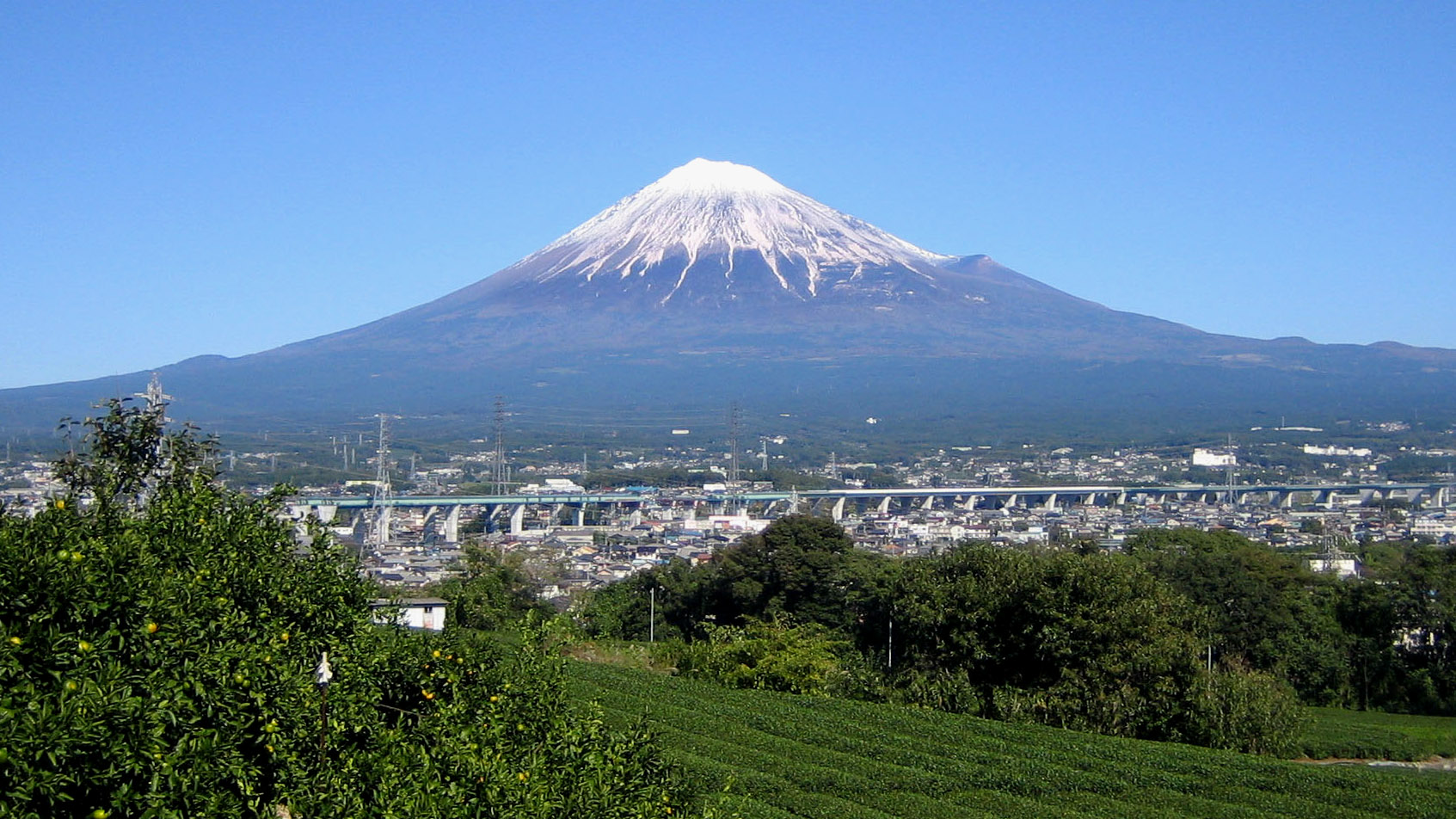
富士山（祭祀対象）

浅間神社（あさまじんじゃ、せんげんじんじゃ）は、「浅間」を社名とする神社。主に富士山に対する信仰（富士信仰/浅間信仰）の神社である。

## 概要
富士信仰に基づいて富士山を神格化した浅間大神（浅間神）、または浅間神を記紀神話に現れる木花之佐久夜毘売命（このはなのさくやびめのみこと）と見てこれを祀る神社である。
富士山は古くは「福慈神」・「不尽神」 と記載されるような霊妙な神山・日本鎮護の神山であった。しかし奈良時代末から火山活動が活発化し、火山神（浅間神）としての信仰（浅間信仰）として全国に広がった。「浅間（あさま）」の語源については諸説あるが、長野県の浅間山のように火山を意味するとされる。訓読みの「あさま」は古称で、もう1つの称である音読みの「せんげん」は中世以降から用いられたとされる（「富士信仰#浅間の語源」も参照）。
浅間神と木花咲耶姫命が同一視されたのには木花之佐久夜毘売の出産が関係している。中には木花之佐久夜毘売命の父神・大山祇神や、姉神・磐長姫命を主祭神とするものもあり、それらを含めて全国に約1,300社の浅間信仰の神社がある。これらの神社は、富士山麓をはじめとしてその山容が眺められる地に多く所在する。その中でも特に、富士山南麓の静岡県富士宮市に鎮座する富士山本宮浅間大社が総本宮とされている。のち、浅間神は神仏習合により「浅間大菩薩」（本地仏：大日如来）とも称された。
祭祀の特徴として、主要な浅間神社は山中に祀られた山宮と麓の集落に鎮座する里宮が対をなして祀られることが挙げられる。これは、山宮が富士山を遥拝する場所、里宮は湧水池・湖沼周辺で鎮火を祈る場所であると解されている。また、関東地方を主として多くの神社の境内には富士塚が築かれ、氏子らで富士講が形成された。

## 名神大社「浅間神社」
延長5年（927年）成立の『延喜式神名帳』には、名神大社として駿河国と甲斐国に「浅間神社」の記載がある。

### 駿河国

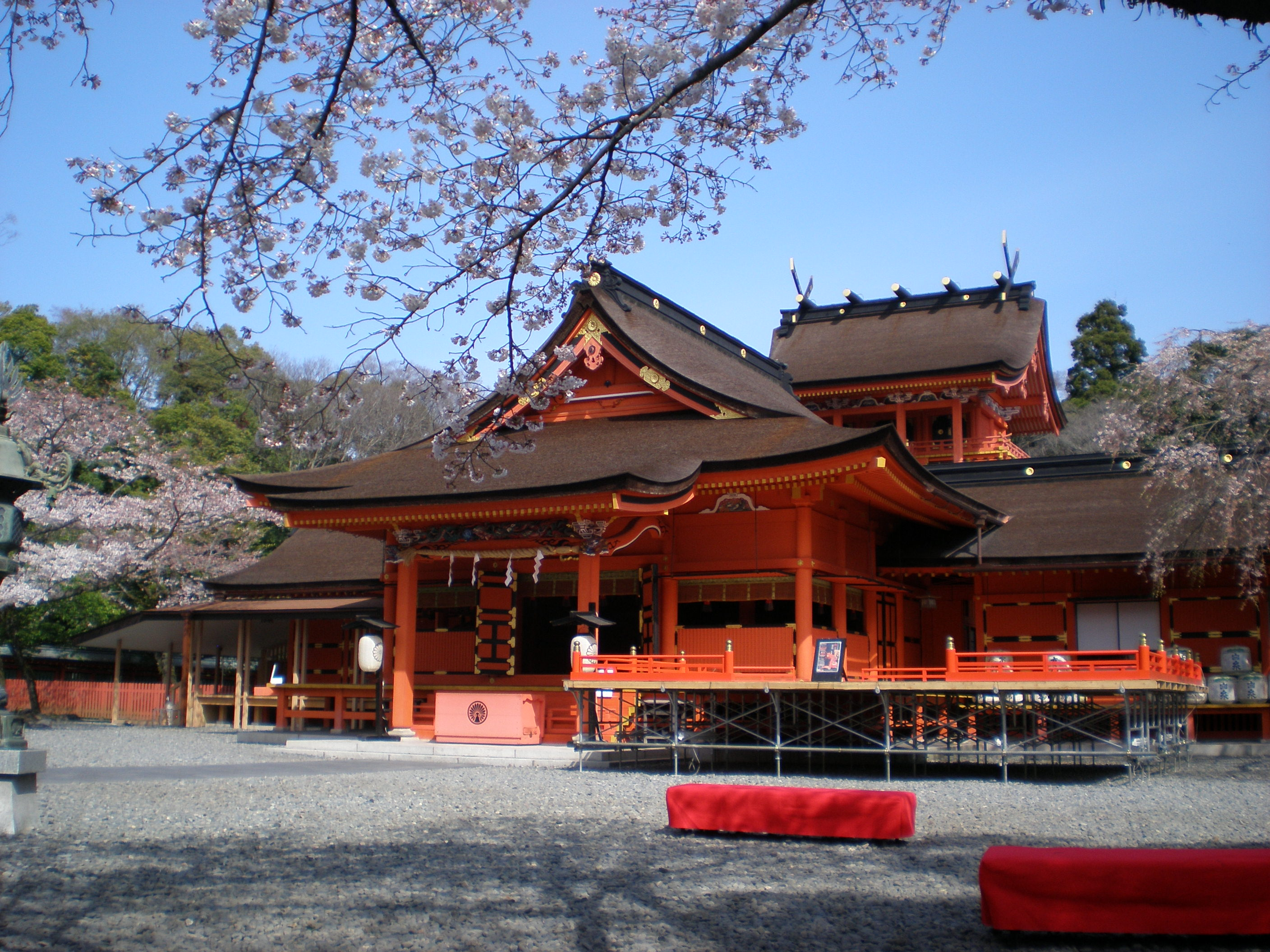
富士山本宮浅間大社（富士宮市）

「駿河国富士郡 浅間神社」と記載される名神大社。以下の一社に比定されている。
- 富士山本宮浅間大社（富士宮市） - 駿河国一宮、旧官幣大社、別表神社

浅間大社は文献上最古から確認されている神社で、仁寿3年（853年）に名神・従三位 に叙せられている。これは「浅間神」の初見でもあるが、初めから従三位という高位を授かるとは考えがたく、神名の成立はさらにさかのぼると考えられている。貞観元年（859年）には正三位に叙せられた。
社伝では、垂仁天皇3年とされる創建から大同元年（806年）までは山宮浅間神社で祀られており、同年に現在地に遷座したという。なお、遷座して来るまでの当地には式内社・富知神社が鎮座し、湧玉池を祭祀していた（現在は北方に遷座）。この遷座は、富士信仰が水の神たる「フクチ・フジ」信仰から火の神たる「アサマ」信仰へ転換したことを表す象徴的な出来事だと解されている。

### 甲斐国

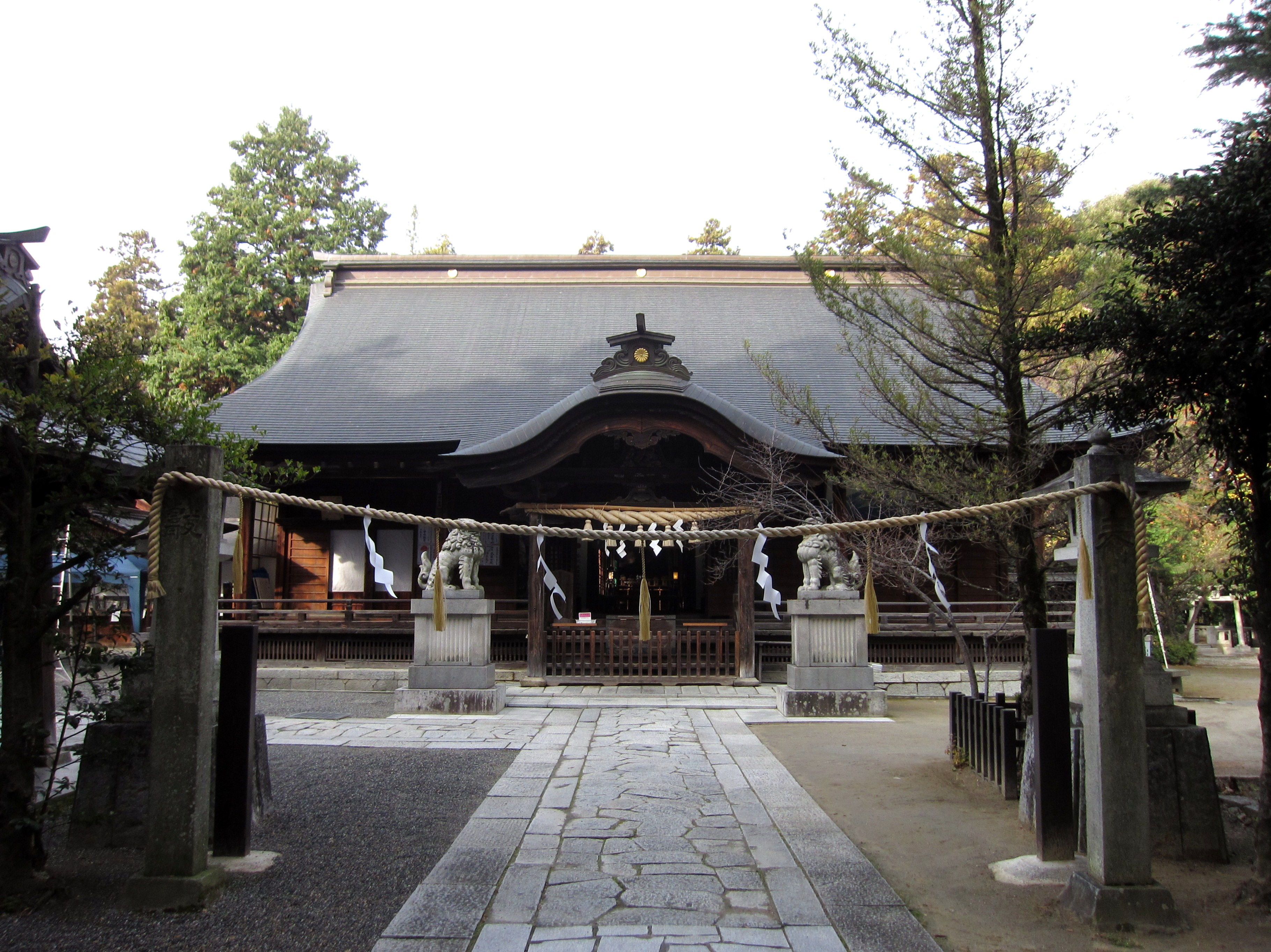
浅間神社（笛吹市）

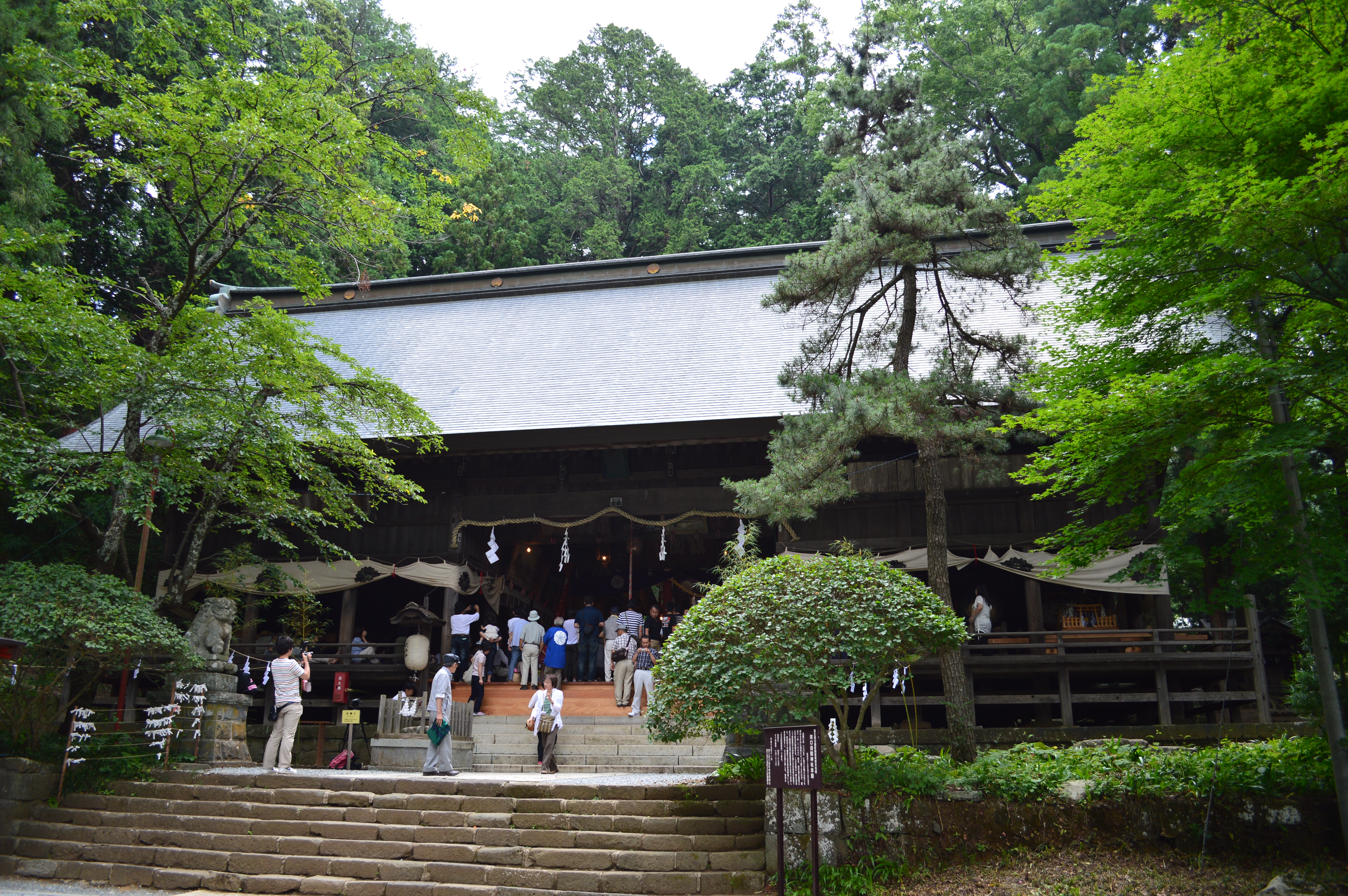
河口浅間神社（富士河口湖町）

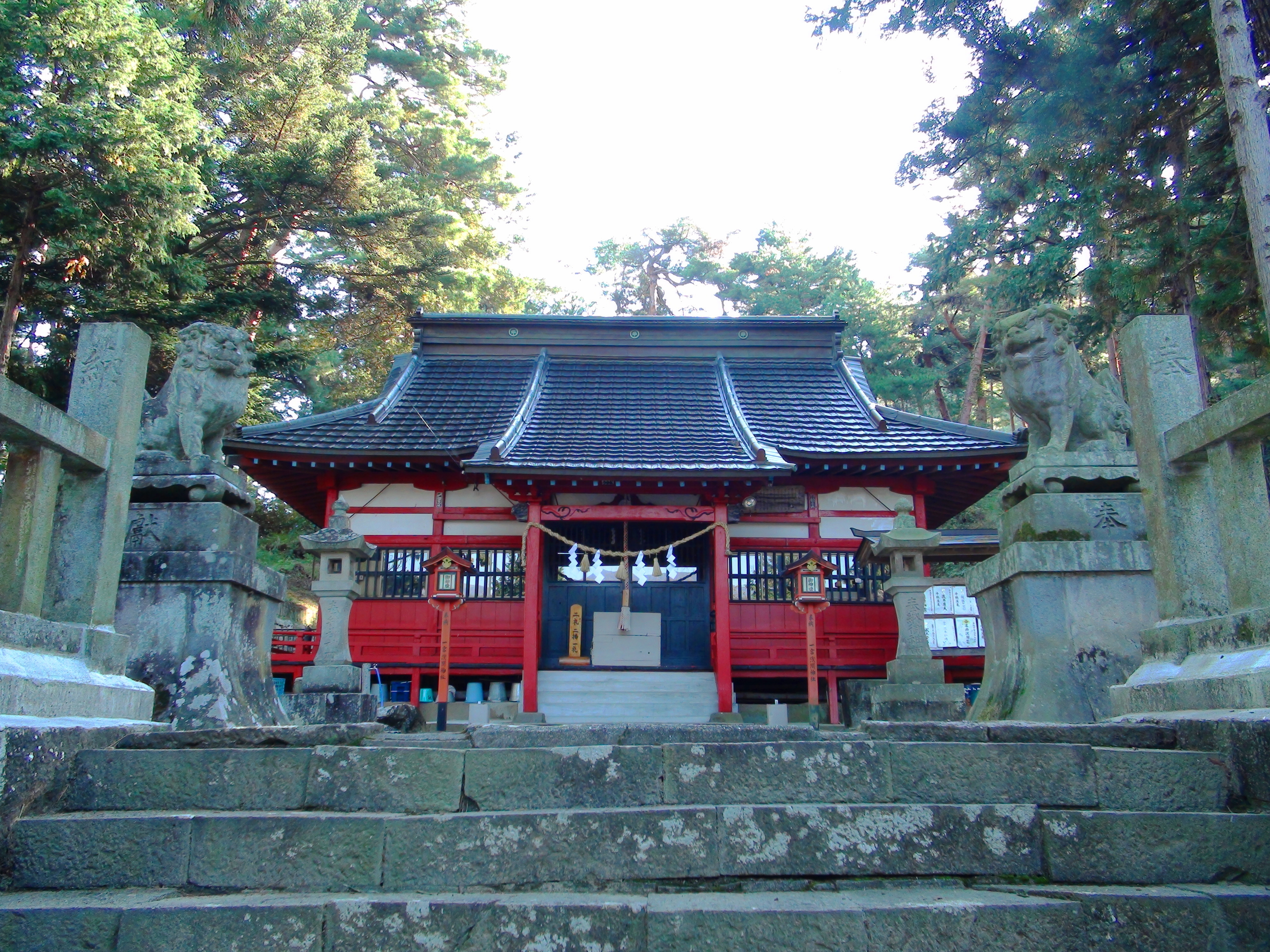
一宮浅間神社（市川三郷町）

「甲斐国八代郡 浅間神社」と記載される名神大社。以下の三社がいずれも古社であることから論社とされ、同様に甲斐国一宮についても論社とされている。
1. 浅間神社（笛吹市） - 旧国幣中社、別表神社
2. 河口浅間神社（南都留郡富士河口湖町） - 旧県社
3. 一宮浅間神社（西八代郡市川三郷町） - 旧村社

文献の記載
甲斐国に浅間神が祀られる経緯については、六国史の一書『日本三代実録』に以下のように記されている。
- 貞観6年（864年）5月25日、富士山の貞観大噴火が始まり、大被害が発生[11]。
- 貞観6年（864年）7月17日、噴火により八代郡の本栖海（本栖湖）と剗の海が埋没[12]。
- 貞観6年（864年）8月5日、占いにより、噴火が起こったのは駿河国浅間名神における祭祀怠慢によるものと解され、甲斐国でも祭祀するべきと下命[13]。
- 貞観7年（865年）12月9日、浅間明神祠が祀られ官社に列した。その経緯として、浅間明神が伴真貞に神がかりし甲斐国に神社を定めることを求めた。そして勅により真貞を祝として甲斐国八代郡家の南に神宮を建てた。その後立派な社が造営された。そして官社に預かることとなった[14]。
- 貞観7年（865年）12月20日、甲斐国山梨郡にも同様に浅間明神を祭祀[15]。

比定をめぐる議論
名神大社と甲斐国一宮が同じである必然性はないが、甲斐国には名神大社が一社しかないため、そう捉えるのが自然とされる。この点において三社のうち3（= 市川三郷町の一宮浅間神社）は「一宮」を社名とするが、同じ市川郷内に二宮を称する弓削神社があることから、社名の「一宮」は甲斐国のものではなく市川郷のものと解され、この議論においては参考地と捉えられている。ほか二社に関しては、上記の記述を巡って以下の2点が重要な論点となる。
- 伴真貞の託宣により八代郡家の南に創建された神社が官社となったとするか、改めて造営された神社が官社となったとするか。
- 山梨郡に設けられた神社は官社ではない（現在1は八代郡、2は都留郡の位置）。

2（= 河口浅間神社）を式内社と見る説は古くから論じられており、江戸時代の『大日本史』や『甲斐国志』にも記載がある。すなわち、2は現在都留郡に属するが、郡境変遷以前は八代郡の領域で、1は変遷以前は山梨郡であったとしている。特に、1の鎮座する位置は当時山梨郡であって1がのちに設けられた浅間明神だとする説は有力である。しかしながら、郡境の変遷を示す史料的な確定は得られていない。
1（= 笛吹市の浅間神社）を式内社とみなす説は現在有力視されており、皇學館大学による『式内社調査報告』や『日本の神々』で論じられている。すなわち、2の主張する郡境変遷の証拠がなく当初から八代郡と見てよいこと、1は国府近くで重要な地であること、郡家推定地の南と見なせること、甲斐唯一の名神大社が国府から離れ文化水準の低い地にあると考えがたいこと、境内に伝承・史料が確たる真貞社が祀られていること、三社のうち一宮を示す最も古い文書（弘治3年（1557年）の武田晴信条目）を有していること、による。なお2は富士山近くに鎮座し正対しているが、1の境内からは御坂山地の陰となって富士山を仰ぎ見ることはできない。これについて、1は元は南方の神山を祭祀する山宮神社であったが、甲府盆地の開発が進むとともに中心が国府近くの里宮に移り、のち浅間神の神格が与えられたと考えられている。

## 主な浅間神社

### 高い社格を有するもの
基準：名神大社・官国幣社・別表神社
| 静岡県 - 富士山本宮浅間大社（富士宮市、北緯35度13分38.48秒 東経138度36分36.35秒） 名神大社、駿河国一宮、旧官幣大社、別表神社。 浅間神社の総本宮。富士山8合目以上は当社境内地で、山頂には奥宮が鎮座する。 - 静岡浅間神社（静岡市葵区、北緯34度59分1.12秒 東経138度22分31.19秒） 神部神社・浅間神社（富士新宮）・大歳御祖神社の総称。 式内社（神部神社・大歳御祖神社）、駿河国総社（神部神社）、旧国幣小社（全体）、別表神社（全体）。 駿河国府近くに浅間大社から浅間神を勧請した。 - 富知六所淺間神社（富士市、北緯35度10分1.57秒 東経138度40分32.96秒） 式内社論社、別表神社。 | 山梨県 - 浅間神社（笛吹市、北緯35度38分51.93秒 東経138度41分50.79秒） 名神大社論社、甲斐国一宮、旧国幣中社、別表神社。 - 河口浅間神社（南都留郡富士河口湖町、北緯35度31分51.9秒 東経138度46分30.3秒） 名神大社論社。 - 一宮浅間神社（西八代郡市川三郷町高田、北緯35度33分15.1秒 東経138度29分24.9秒） 名神大社論社。 - 冨士御室浅間神社（南都留郡富士河口湖町、北緯35度24分1.15秒 東経138度45分20.9秒） 別表神社。 旧称小室浅間神社。 富士山中に最初に勧請された神社。 富士山二合目に設けられたが、登山口が五合目になったことで衰退、本殿は富士河口湖町勝山の里宮に移築された。 - 冨士山下宮小室浅間神社（富士吉田市、北緯35度29分41.71秒 東経138度48分11.75秒） 別表神社。 旧称冨士山下宮浅間神社。 富士北麓、富士吉田一円の産土神。 上吉田、下吉田、松山の総鎮守。 - 北口本宮冨士浅間神社（富士吉田市、北緯35度28分15.05秒 東経138度47分34.8秒） 別表神社。 前身は諏訪神社。吉田登山口の拠点として栄えた。 |

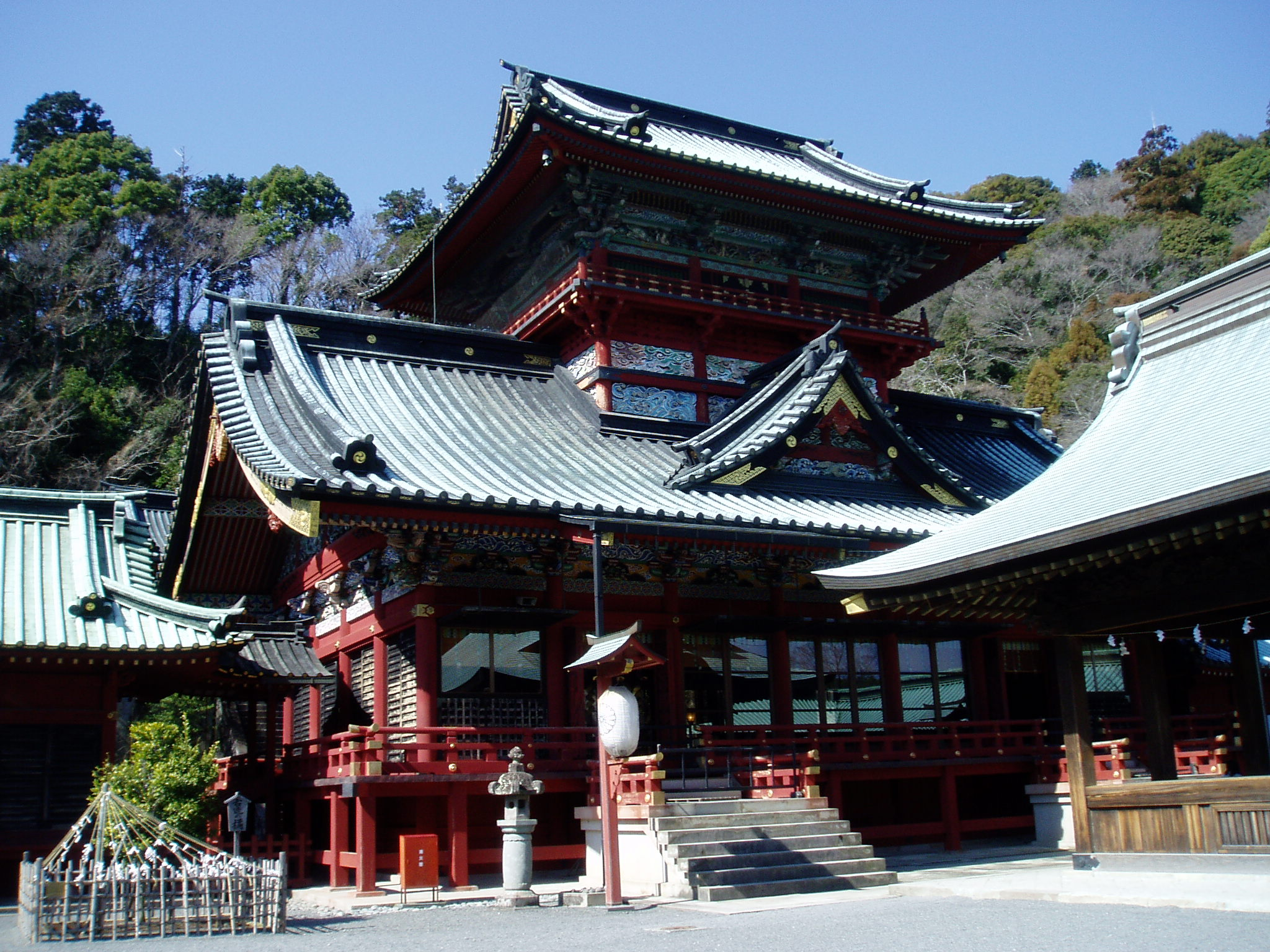
静岡浅間神社
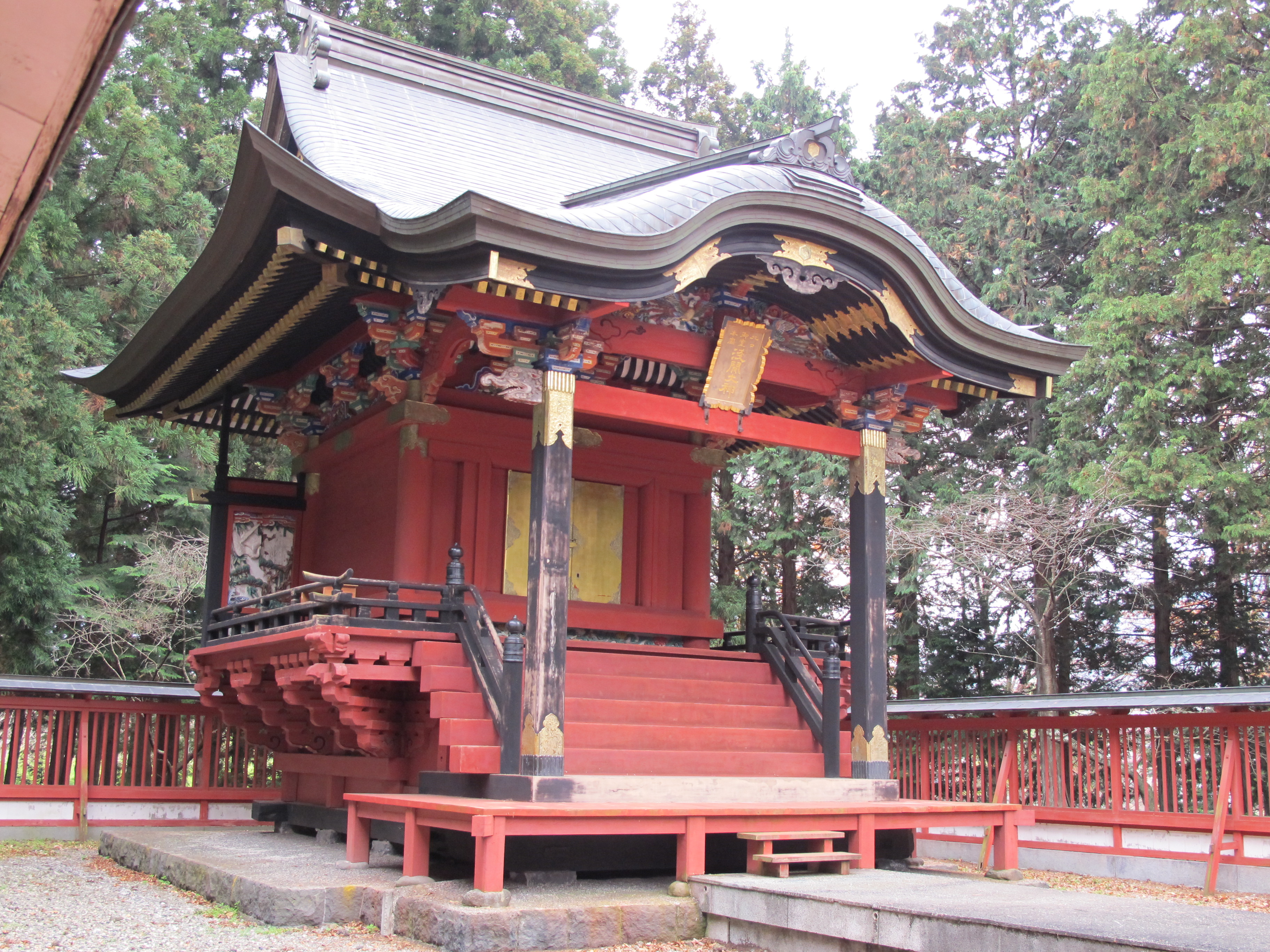
冨士御室浅間神社
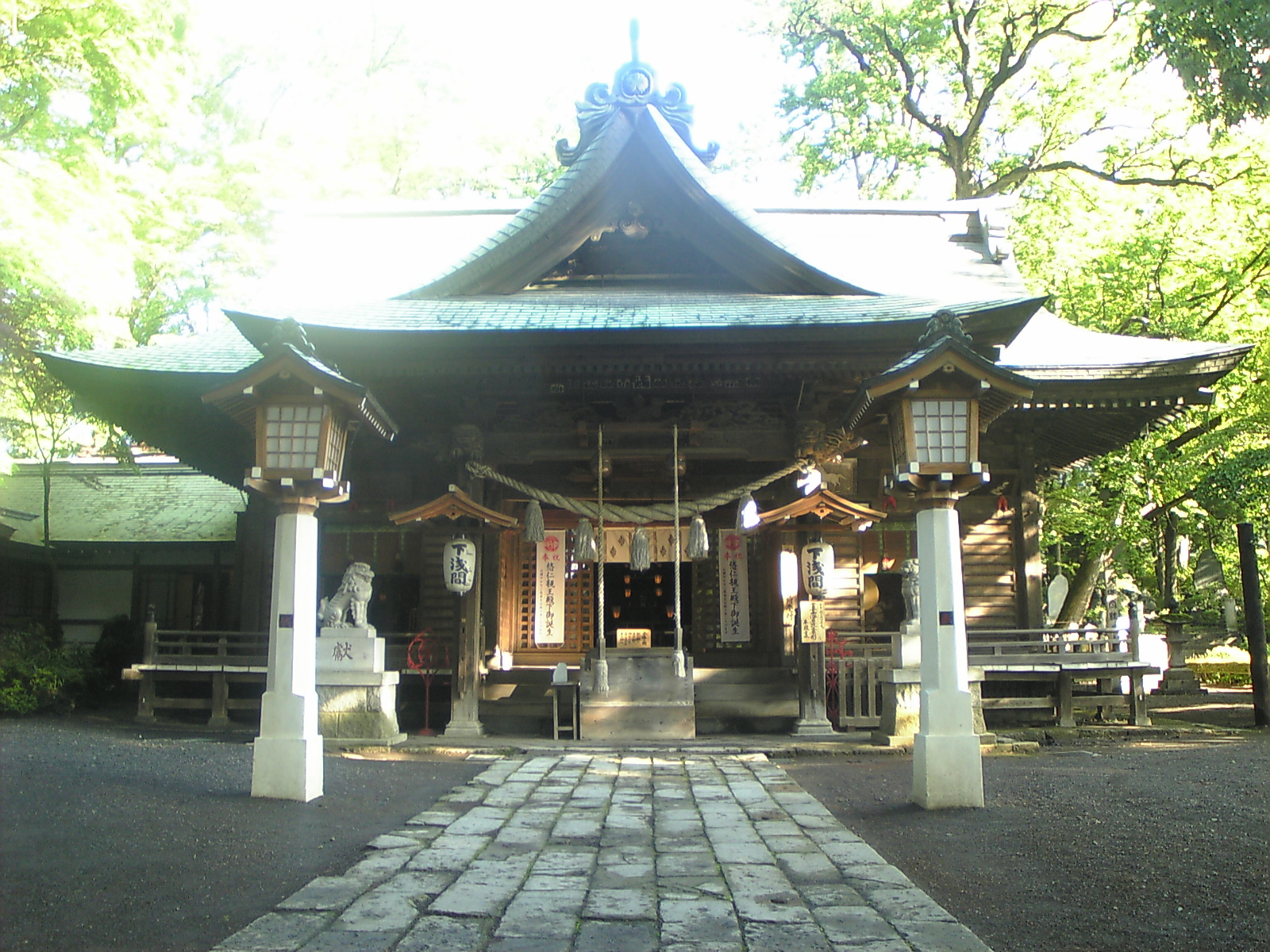
冨士山下宮小室浅間神社
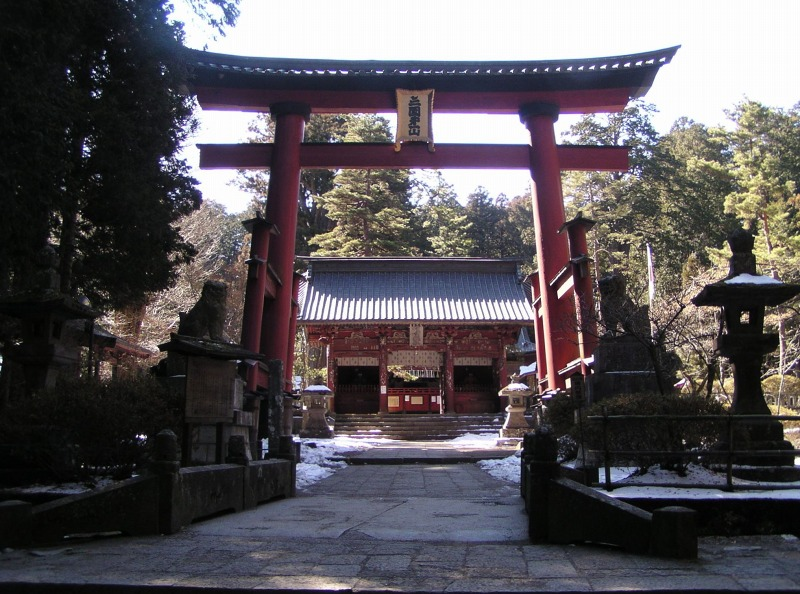
北口本宮冨士浅間神社
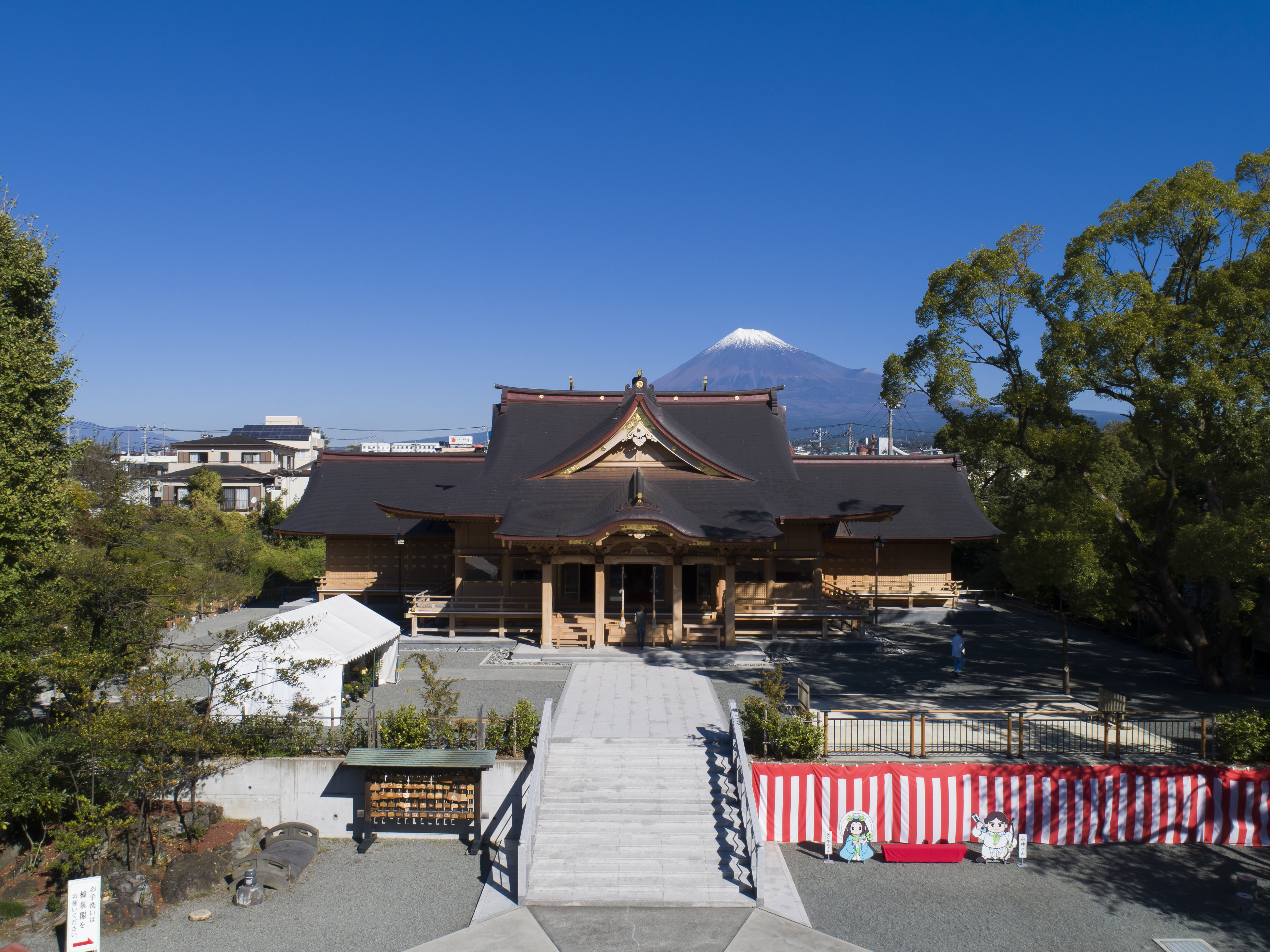
富知六所浅間神社

### 世界遺産構成資産

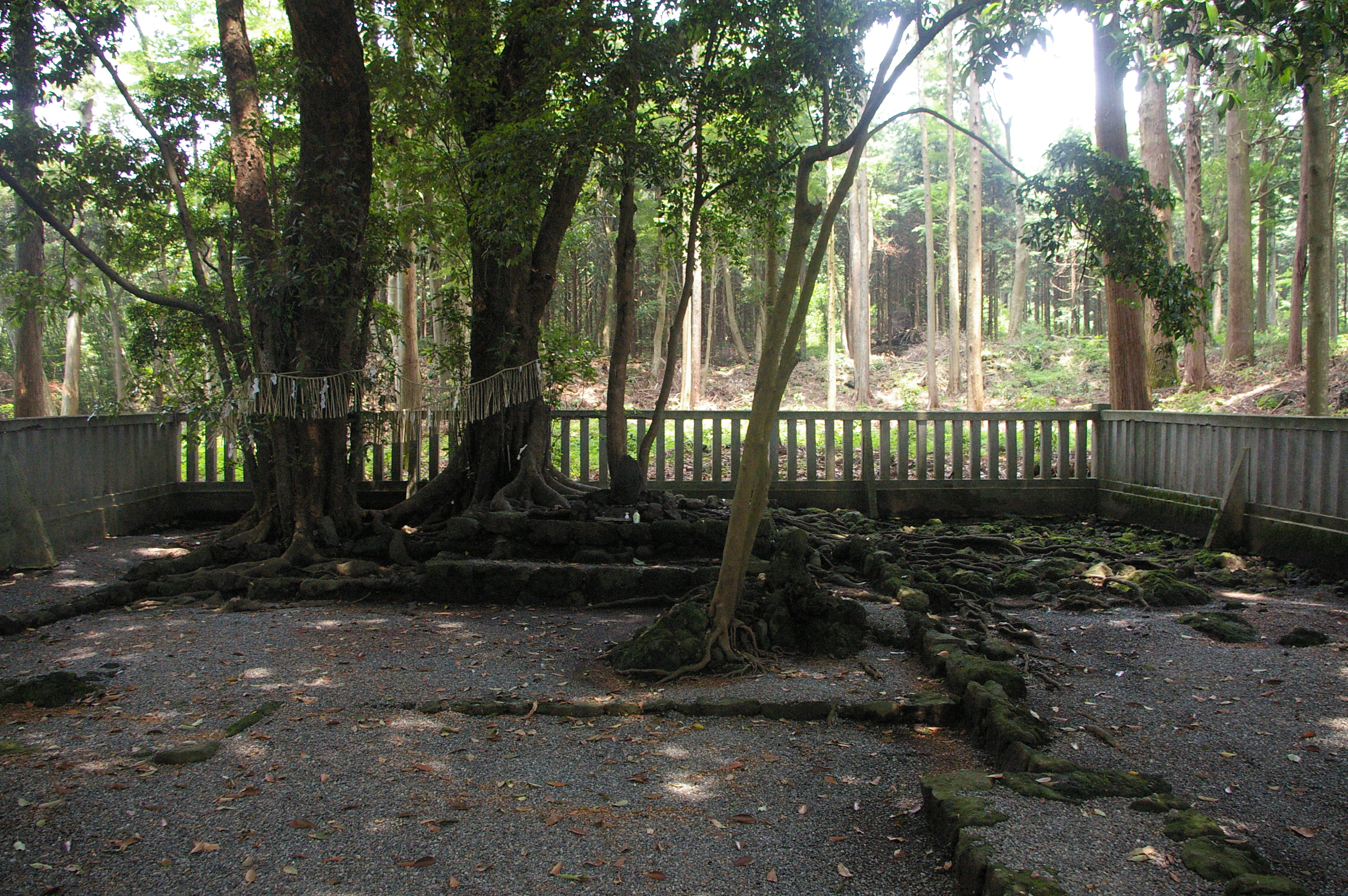
山宮浅間神社の祭祀遺跡

2013年に「富士山と信仰・芸術の関連遺産群」として世界文化遺産への登録勧告があった浅間神社。
- 富士山本宮浅間大社（静岡県富士宮市）
- 山宮浅間神社（静岡県富士宮市）
- 村山浅間神社（静岡県富士宮市）
- 人穴浅間神社（静岡県富士宮市）
- 須山浅間神社（静岡県裾野市）
- 冨士浅間神社（静岡県駿東郡小山町）
- 河口浅間神社（山梨県南都留郡富士河口湖町）
- 冨士御室浅間神社（山梨県南都留郡富士河口湖町）
- 北口本宮冨士浅間神社（山梨県富士吉田市）

### 富士山登山口別

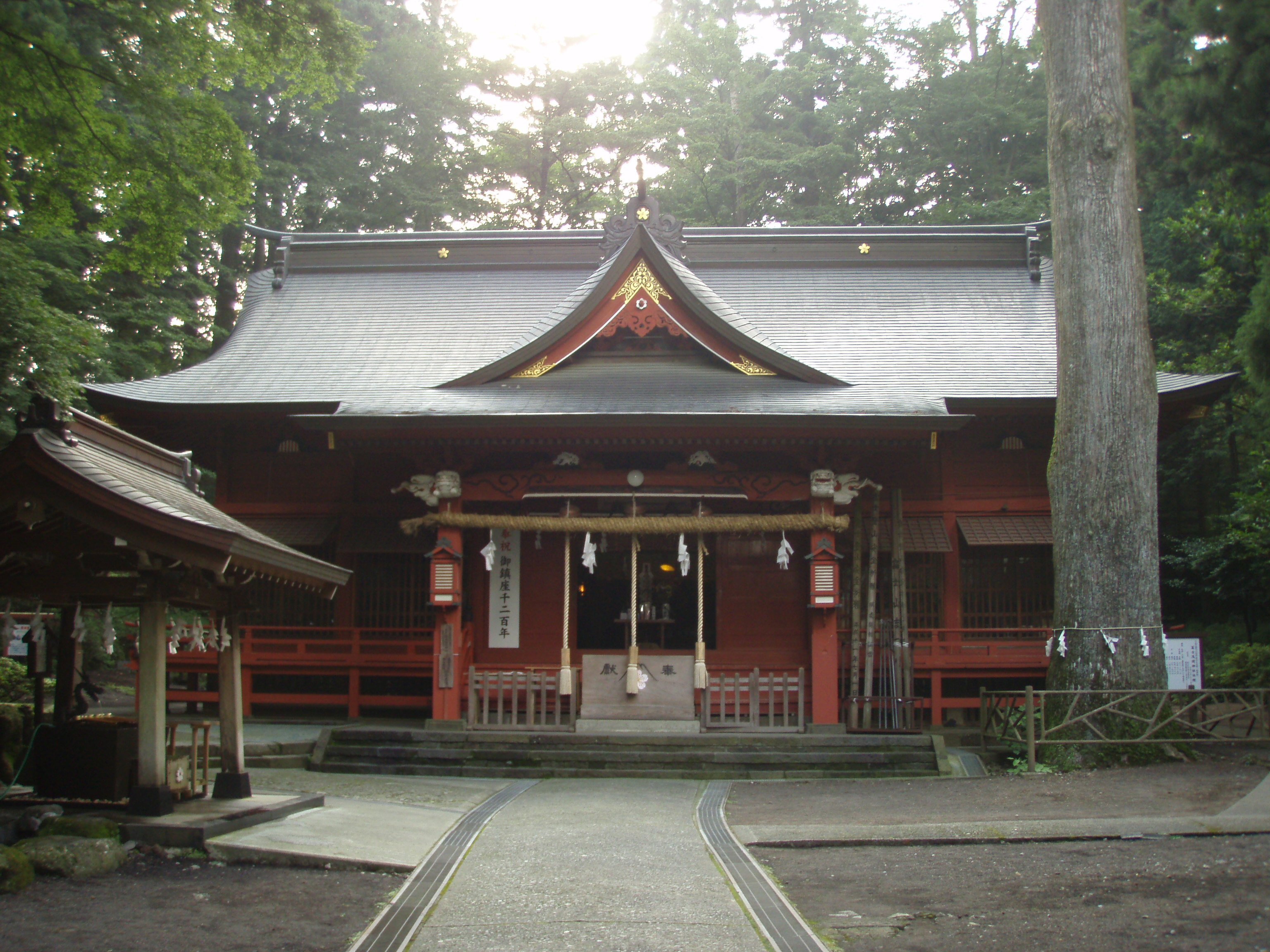
東口本宮冨士浅間神社

主要登山口の拠点とされた神社。人穴口から左回り。現在でも登山可能なルートのみ太字で表記した。
- 人穴口：人穴浅間神社
- 上井出口：（曽我八幡宮）
- 表口・三島口（旧大宮・村山口、現富士宮口）
  - 新大宮口
    - 1906年（明治39年）から1912年（大正元年）までの旧ルート：富士山本宮浅間大社・山宮浅間神社
    - 懸巣畑（カケスバタ）口（1913年（大正2年）からの新ルート）：富士山本宮浅間大社

  - 旧大宮・村山口：富士山本宮浅間大社・富士根本宮村山浅間神社
- 南口（旧須山口、現御殿場口）
  - 須山口：南口下宮須山浅間神社
  - 御殿場口（銚子口）
    - 1889年（明治22年）からの新ルート：東表口参道宮新橋浅間神社
    - 1883年（明治16年）～1888年（明治21年）までの旧ルート：東表口下宮浅間神社（西田中八幡宮の境内末社）
- 山中口（山中湖口）：山中浅間神社
- 東口（須走口）：東口本宮冨士浅間神社
- 北口（吉田口）：北口本宮冨士浅間神社
- 船津口（河口口・河口湖口）：河口浅間神社
- 精進口（精進湖口・鳴沢口）：なし
- 本栖口（本栖湖口）：不明

### 富士下方五社

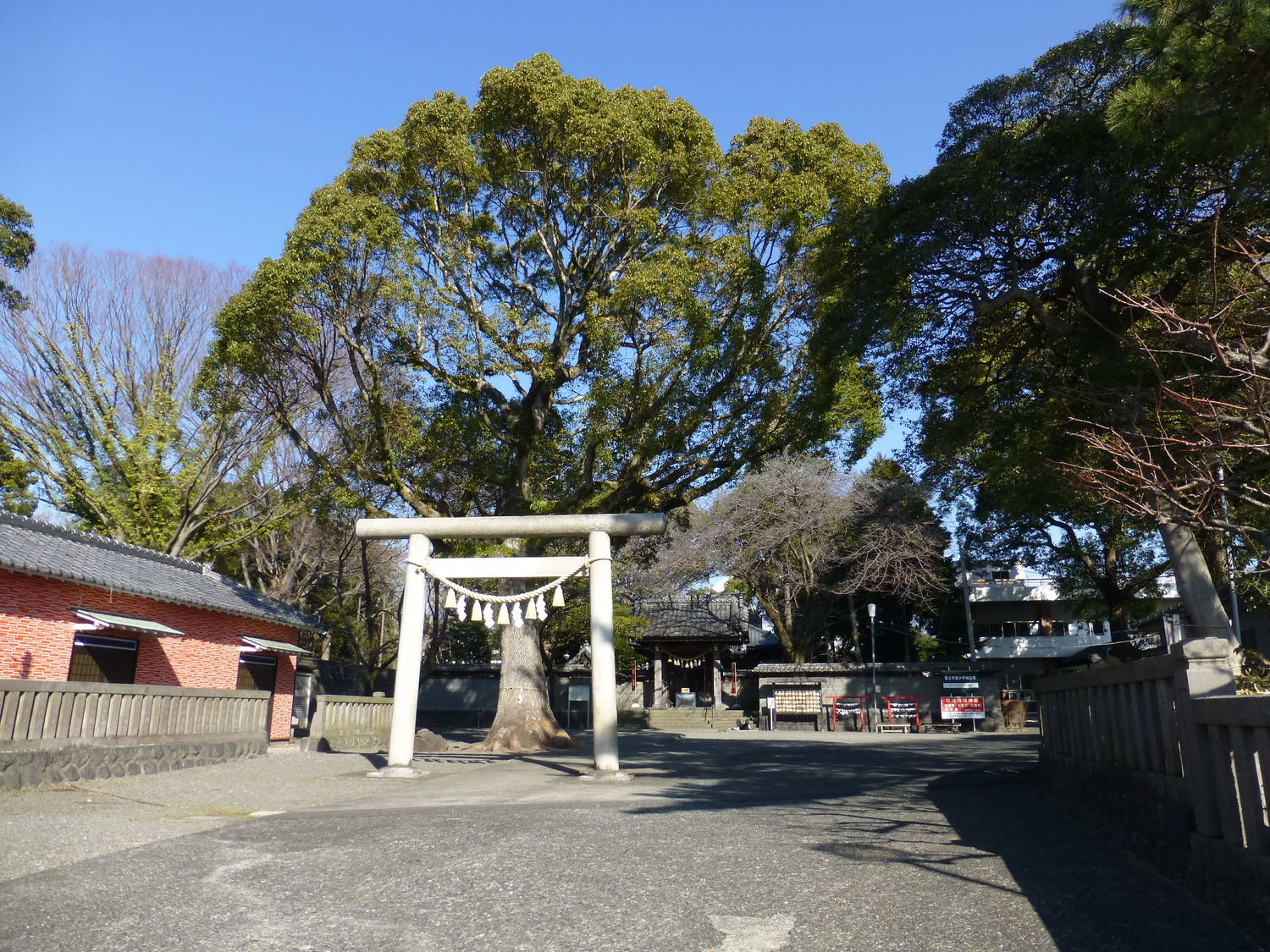
日吉浅間神社

大同元年（806年）に駿河国富士郡下方庄（現 富士市）に勧請された下記5社の総称。「五社浅間」・「下方五社」とも言われる。
- 富知六所浅間神社 - 六所宮・首座（北緯35度10分1.66秒 東経138度40分32.93秒 / 北緯35.1671278度 東経138.6758139度）
- 瀧川神社（旧：原田浅間宮、富士浅間社） - 新宮（北緯35度10分13.15秒 東経138度42分53.13秒 / 北緯35.1703194度 東経138.7147583度）
- 今宮浅間神社 - 今宮（北緯35度12分7.28秒 東経138度43分1.22秒 / 北緯35.2020222度 東経138.7170056度）
- 日吉浅間神社 - 日吉宮（北緯35度10分0.7秒 東経138度41分15.24秒 / 北緯35.166861度 東経138.6875667度）
- 入山瀬浅間神社 - 新福地宮（北緯35度11分34.92秒 東経138度38分45.84秒 / 北緯35.1930333度 東経138.6460667度）

## 地域別

### 北海道・東北地方

#### 北海道
- 浅間神社（松前郡松前町）

#### 岩手県
- 浅間神社（北上市口内町字飛9-1）

#### 秋田県
- 浅間神社（山本郡藤里町藤琴字馬坂3）

#### 山形県
- 浅間神社（東根市羽入741）
- 浅間神社（酒田市日吉町）

#### 宮城県
- 浅間神社（石巻市大瓜字八津山35）

#### 福島県
- 富士浅間神社（福島市松川町浅川字神前7）
- 浅間神社（伊達市）
- 浅間神社（いわき市）
- 浅間神社（田村市）
- 浅間神社（南相馬市）
- 浅間神社（大沼郡会津美里町藤家館内城丙）
- 浅間神社（東白川郡棚倉町小菅生）

### 関東地方

#### 茨城県
- 浅間神社（牛久市）
- 富士神社（龍ケ崎市八代町2177）
- 浅間神社（古河市）

#### 栃木県
- 浅間神社（佐野市嘉多山町）-「嘉多山浅間神社」
- 浅間神社（足利市田中）-「足利富士浅間神社」

#### 群馬県
| - 浅間神社（桐生市相生町） - 栗平浅間神社（吾妻郡長野原町北軽井沢） | - 富士淺間神社（藤岡市藤岡） |

#### 埼玉県
| - 浅間神社（さいたま市岩槻区笹久保新田1595） - 富士浅間神社（さいたま市岩槻区府内1-6-24） - 浅間神社（さいたま市中央区八王子1-7-11） - 浅間神社（さいたま市緑区大牧1485） - 瀬崎浅間神社（草加市瀬崎3丁目3-24) - 浅間神社（羽生市上岩瀬8） - 浅間神社（越谷市越ヶ谷1579） - 浅間神社（越谷市平方3604） - 浅間神社（加須市伊賀袋47） - 浅間神社（加須市大越134） - 八幡浅間神社（加須市間口479） - 浅間神社（熊谷市広瀬115） - 浅間神社（幸手市西関宿1） - 浅間神社（幸手市北2-4-28） - 浅間神社（志木市本町2-9-40） - 浅間神社（志木市上宗岡4-27-20） | - 浅間神社（羽生市上新郷4705） - 浅間神社（所沢市荒幡748） - 浅間神社（所沢市糀谷78） - 浅間神社（深谷市人見1404） - 冨士浅間神社（深谷市深谷669） - 富士浅間神社（深谷市本住町16） - 浅間神社（川越市富士見町21-1） - 浅間神社（草加市瀬崎町600） - 浅間神社（秩父市荒川日野972-3） - 浅間神社（飯能市小瀬戸230） - 富士浅間神社（飯能市上直竹下分300-甲） - 浅間神社（児玉郡上里町大御堂736） - 浅間神社（児玉郡美里町大字関1947） - 浅間神社（北本市東間1-6） - 浅間神社（本庄市鵜森248） - 富士浅間神社（本庄市児玉町高柳267-1） |

#### 千葉県
| - 浅間神社（安房郡鋸南町） - 浅間神社（木更津市井尻990） - 畑沢浅間神社（木更津市畑沢1-3-1） - 浅間神社（木更津市） - 浅間神社（木更津市牛袋110） - 浅間神社（木更津市ほたる野3） - 稲毛浅間神社（千葉市稲毛区） - 黒砂浅間神社（千葉県稲毛区） - 浅間神社（流山市流山一丁目） - 山野浅間神社（船橋市西船） | - 浅間神社（松戸市） - 富士浅間神社（柏市中新宿2丁目7） - 浅間神社（館山市香983） - 浅間神社（館山市館山351-2）- 館山城に鎮座 - 浅間神社（銚子市後飯町1354） - 浅間神社（銚子市諸持町） |

#### 東京都
| - 多摩川浅間神社（大田区田園調布1-55-12 ） - 浅間神社（大田区大森西2-2-7） - 浅間神社（大田区中馬込2-1-21） - 富士浅間神社（豊島区高松2-9-3） - 駒込富士神社（文京区本駒込5-7-20） - 芸能浅間神社（新宿区新宿5-17-3） - 北町淺間神社（練馬区北町2-41-2） - 浅間神社（練馬区小竹町1-59-2） - 浅間神社（府中市若松町5-20-18） - 浅間神社（府中市美好町 3-42-2） - 浅間神社（清瀬市竹丘 2-1486） - 浅間神社（西多摩郡瑞穂町箱根ヶ崎2598） - 片倉浅間神社（八王子市片倉町2041) | - 亀戸浅間神社（江東区亀戸9-15-7） - 浅草富士浅間神社（台東区浅草5-3-2） 明治6年より浅草神社（台東区浅草2-3-1）の兼務社 - 浅間神社（江戸川区上篠崎1-22-31） - 十条冨士神社（北区中十条2-14） - 西新井浅間神社（足立区西新井6-3-16） - 花畑淺間神社（足立区花畑5-10-1） - 富士浅間神社（八王子市台町2-2-3） - 浅間神社（八王子市松木54-14） - 浅間神社（東久留米市浅間町 3-7-1） - 浅間神社（東久留米市浅間町2-12） - 浅間神社（町田市小野路町5390） |

#### 神奈川県
| - 駒岡浅間神社（横浜市鶴見区駒岡3-40） - 浅間神社（横浜市港北区新羽町） - 浅間神社（横浜市緑区東本郷1-23） - 浅間神社（横浜市西区浅間町1-19-10） - 森浅間神社（横浜市磯子区森2-16-7） - 浅間神社（横浜市戸塚区戸塚町3275） - 富士浅間神社（横浜市戸塚区戸塚町3-28） - 浅間神社（横浜市戸塚区原宿町3-17-7） - 谷津浅間神社（横浜市金沢区谷津町432） - 浅間神社（横浜市金沢区六浦南1-1-40） - 浅間神社（鎌倉市長谷5-11） - 浅間神社（横須賀市津久井4-18-1） - 浅間神社（中郡大磯町大磯1592） - 浅間神社（中郡二宮町二宮正泉山981） - 前川浅間神社（小田原市前川586） - 浅間神社（小田原市矢作325） | - 浅間神社（川崎市幸区北加瀬1丁目） - 富士浅間神社（川崎市中原区新丸子東2-980）- 京濱伏見稲荷神社宮内 - 浅間社（川崎市多摩区登戸2919）富士塚の上 - 浅間神社（大和市下鶴間391） - 浅間神社（相模原市中央区上溝3-9-1） - 浅間神社（相模原市南区当麻1612） - 大神（海老名市下今泉951） - 浅間神社（厚木市上荻野3643） - 藤塚浅間神社（厚木市上依知1312） - 依知村社浅間神社（厚木市下依知488） - 浅間神社（厚木市温水1905） - 浅間神社（厚木市七沢） - 浅間神社（秦野市東田原） - 浅間神社（秦野市浅間山1471） - 浅間神社（足柄上郡中井町半分形） |

### 甲信・北陸地方

#### 山梨県
| - 富士吉田市 - 北口本宮冨士浅間神社（富士吉田市上吉田5558） - 北東本宮小室浅間神社（富士吉田市大明見148） - 冨士山下宮小室浅間神社（富士吉田市下吉田3-32-18） - 三國第一山新倉富士浅間神社（富士吉田市新倉3353） - 富士浅間神社（富士吉田市小明見3811） - 浅間神社（富士吉田市上暮地544） - 笛吹市 - 浅間神社（甲斐一宮)（笛吹市一宮町一宮1684） - 迎富士浅間神社（笛吹市御坂町金川原603） - 南都留郡 - 冨士御室浅間神社（南都留郡富士河口湖町勝山3951） - 河口浅間神社（南都留郡富士河口湖町河口1） - 無戸室浅間神社（南都留郡富士河口湖町船津6603） - 浅間日月神社（南都留郡富士河口湖町大石268） - 邨社浅間神社（南都留郡西桂町小沼2797） - 浅間神社（南都留郡忍野村忍草456） - 浅間神社（南都留郡忍野村内野1） - 浅間神社（南都留郡山中湖村山中11） - 浅間諏訪神社（南都留郡西桂町下暮地1165） - 上野原市 - 浅間八幡神社（上野原市秋山4874） - 浅間神社（上野原市秋山8672） - 都留市 - 浅間神社（都留市平栗257 ） | - 甲府市 - 青沼鎮座浅間神社（甲府市青沼3-5-3） - 甲州市 - 浅間神社（甲州市勝沼町藤井950） - 西八代郡 - 一宮浅間神社（西八代郡市川三郷町高田3696） - 宮原浅間神社（西八代郡市川三郷町宮原1） - 浅間神社（西八代郡市川三郷町宮原7438） - 浅間社（西八代郡市川三郷町若宮7438） - 神明浅間神社（西八代郡市川三郷町山保3607） - 南巨摩郡 - 浅間神社（南巨摩郡身延町水船345） - 浅間神社（南巨摩郡身延町切房木2119） - 浅間神社（南巨摩郡身延町西島3718） - 浅間神社（南巨摩郡身延町宮木729） - 浅間神社（南巨摩郡富士川町箱原979） - 浅間神社（南巨摩郡南部町内船5197） - 万沢浅間神社（南巨摩郡南部町万沢3517） - 中央市 - 浅間愛鷹神社（中央市大鳥居2764） - 南アルプス市 - 江原浅間神社（南アルプス市江原1302） - 北杜市 - 富士浅間神社 北杜市須玉町比志5984 - 浅間神社 北杜市高根町五町田385 |

#### 長野県
- 軽井沢町
  - 浅間神社（北佐久郡軽井沢町追分1155-7）

### 東海地方

#### 静岡県
静岡県東部は富士山南麓に位置し、総本山である本宮浅間大社の膝元として多くの浅間神社が祀られている。
東部
| - 富士宮市 - 富士山本宮浅間大社（富士宮市宮町） - 山宮浅間神社（富士宮市山宮740） - 富士山本宮浅間大社の山宮 - 村山浅間神社（富士宮市村山字水神1151） - 浅間神社（富士宮市根原104） - 人穴浅間神社（富士宮市人穴206） - 芝山浅間神社（富士宮市上井出） - 精進川浅間神社（富士宮市精進川485） - 二之宮浅間神社（富士宮市光町2-1） - 若之宮浅間神社（富士宮市元城町32-28） - 城山富士浅間神社（富士宮市元城町26-13） - 小浅間神社（富士宮市弓沢町791） - 五躰王子浅間（富士宮市杉田456） - 泉浅間神社（富士宮市小泉308） - 浅間神社八幡宮（富士宮市内房字相沼3388） - 御殿場市 - 一幣司浅間神社（御殿場市古沢797） - 六日市場浅間神社（御殿場市六日市場10） - 浅間神社（御殿場市印野978） - 浅間神社（御殿場市新橋2081-2） - 浅間神社（御殿場市神山1183） - 浅間神社（御殿場市西田中613） - 浅間神社（御殿場市川島田1837-2） - 浅間神社（御殿場市川柳174） - 浅間神社（御殿場市大坂174） - 浅間神社（御殿場市東田中84） - 浅間神社（御殿場市二枚橋243） - 浅間神社（御殿場市板妻138） - 浅間神社（御殿場市保土沢408） - 浅間神社（御殿場市北久原352） - 浅間神社（御殿場市駒門453） - 裾野市 - 浅間神社（裾野市下和田1105） - 浅間神社（裾野市葛山765） - 浅間神社（裾野市金沢62） - 浅間神社（裾野市今里785） - 浅間神社（裾野市佐野1351） - 浅間神社（裾野市須山柳沢722） - 浅間神社（裾野市茶畑756-3） - 浅間神社（裾野市二ツ屋45） - 駿東郡 - 東口本宮冨士浅間神社（駿東郡小山町須走126） - 浅間神社（駿東郡小山町上野956） - 浅間神社（駿東郡小山町中日向333） - 浅間神社（駿東郡小山町藤曲168-1） - 浅間神社（駿東郡清水町徳倉36） - 三島市 - 浅間神社（三島市芝本町6-3） - 賀茂郡 - 雲見浅間神社（賀茂郡松崎町雲見） | - 富士市 - 富知六所淺間神社（三日市浅間神社)（富士市浅間本町5-1） - 瀧川神社（富士市原田1309） - 日吉浅間神社（富士市今泉8-5-1） - 今宮浅間神社（富士市今宮387） - 入山瀬浅間神社（富士市入山瀬4-9-1） - 米之宮浅間神社（富士市本市場582） - 飯森浅間神社（富士市原田690） - 間門浅間神社（富士市間門240） - 宮島浅間神社（富士市宮島446） - 五貫島浅間神社（富士市宮島58） - 森島厳島浅間神社（富士市森島274） - 石井浅間神社（富士市石井116） - 川成島浅間神社（富士市川成島630-1） - 前田浅間神社（富士市前田55） - 柳島浅間神社（富士市柳島88） - 寒竹浅間神社（富士市富士岡1484） - 浅間神社（富士市伝法692） - 浅間神社（富士市柳島125） - 浅間神社（富士市船津619） - 浅間山神神社（富士市西船津63） - 浅間神社（富士市増川624） - 浅間神社（富士市桑崎602） - 浅間神社（富士市北松野字1618） - 日吉・山神・浅間神社（富士市中丸365-3） - 三所氏神社（富士市大淵3908-1） - 沼津市 - 丸子神社 浅間神社（沼津市浅間町4） - 浅間神社（沼津市岡宮285） - 浅間神社（沼津市西椎路854） - 浅間神社（沼津市青野779-1） - 浅間神社（沼津市原899） - 浅間神社 (桃沢神社)（沼津市柳沢700） - 富士浅間神社 (沼津市原)（沼津市原560） - 富士浅間神社 (沼津市桃里)（沼津桃里508） - 愛鷹浅間神社（沼津市東原422-8） - 愛鷹浅間神社 (三社宮)（沼津市一本松562） - 根古屋浅間神社（沼津市根古屋695） - 東井出浅間神社（沼津市井手404） - 雲見浅間神社 (沼津市)（沼津市原917） - 伊東市 - 浅間神社（伊東市池672-1） - 伊豆市 - 浅間神社（伊豆市小下田1556） - 浅間神社（伊豆市牧之郷1152） - 伊豆の国市 - 浅間神社（伊豆の国市宗光寺浅間山698） - 下田市 - 浅間神社（下田市本郷851） |

中部
| - 静岡市 - 静岡浅間神社（静岡市葵区宮ケ崎町102番地の1） - 浅間神社（静岡市葵区羽島本町27番23号） - 浅間神社（静岡市葵区郷島373番地） - 浅間神社（静岡市葵区足久保口組1550番地） - 浅間神社（静岡市葵区北三丁目5番1号） - 浅間神社（静岡市葵区柚木692番地） - 千勝浅間神社（静岡市駿河区稲川一丁目2番32号） - 浅間神社（静岡市駿河区小黒二丁目7番11号） - 浅間神社（静岡市駿河区聖一色526番地） - 浅間神社（静岡市駿河区用宗城山町20番5号） - 浅間神社（静岡市清水区下野8番24号） - 浅間神社（静岡市清水区吉原1689番地） - 浅間神社（静岡市清水区清地686番地） - 浅間神社（静岡市清水区大内601番地） - 浅間神社（静岡市清水区鳥坂555番地の1） | - 藤枝市 - 浅間神社（藤枝市岡部町子持坂1番地） - 島田市 - 浅間神社（島田市伊久美1300番地） - 浅間神社（島田市岸町1番地） - 焼津市 - 浅間神社（焼津市宗高1503番地） - 浅間神社（焼津市石脇705番地） - 大井浅間神社（焼津市中根375番地） - 大井浅間神社（焼津市本中根24番地） - 大井浅間神社（焼津市祢宜島349番地） - 榛原郡 - 浅間神社（榛原郡川根本町徳山2893番地） |

西部
| - 浜松市 - 浅間神社（浜松市中央区上浅田一丁目12番19号） - 掛川市 - 浅間神社（掛川市高御所1424） | - 磐田市 - 浅間神社（磐田市小島687） - 淺間神社（磐田市中泉） - 淺間神社（磐田市大原） |

#### 岐阜県
| - 浅間神社（大垣市大字下宿571） - 浅間神社（瑞浪市陶町大川573） - 富士浅間神社（恵那市大井町森脇2381） | - 浅間神社（可児市今渡1479-1） - 浅間神社（可児市久々利入会柿下） |

#### 愛知県
| - 浅間神社（名古屋市西区那古野一丁目29番3号） - 富士浅間神社（名古屋市西区浅間町一丁目3番4号） - 富士浅間神社（名古屋市東区東桜一丁目4番12号） - 富士浅間神社（名古屋市中区大須二丁目17番35号） - 富士浅間神社（北名古屋市鹿島新田北浦） - 富士浅間神社（津島市鹿伏兎町西郷内46） - 浅間神社（豊田市稲武町） - 浅間神社（安城市姫小川姫40） - 浅間神社（西尾市川口町宮後40） | - 淺間神社（清須市） - 大宮浅間神社（犬山市大字富士山3） - 富士浅間神社（稲沢市国府宮町3-10） - 富士浅間神社（愛西市佐屋町） - 富士浅間神社（愛知郡東郷町春木狐塚3801） - 富士浅間神社（岡崎市羽栗町） - 富士浅間神社（田原市高木町） - 浅間神社（豊橋市嵩山町） |

### 近畿・中国地方

#### 広島県
- 浅間神社（尾道市御調町菅3358）